# Les Duellistes
Pour plus de détails, voir Fiche technique et Distribution.
Les Duellistes ou Duellistes (The Duellists) est un film britannique réalisé par Ridley Scott et sorti en 1977. Adapté de la nouvelle Le Duel de Joseph Conrad, il est le premier long métrage du réalisateur britannique. Il met en scène Keith Carradine et Harvey Keitel dans les rôles principaux.
Le film est présenté au festival de Cannes 1977, où il obtient Prix de la première œuvre. L'accueil de la presse est globalement positif à la sortie du film.

## Synopsis
En 1800 à Strasbourg, le lieutenant Gabriel Féraud du 7e régiment de hussards blesse grièvement le neveu du maire durant un duel à l'épée. Le brigadier-général Treillard ordonne alors au lieutenant Armand d'Hubert du 3e Régiment de Hussards de le trouver pour le mettre aux arrêts. D'Hubert retrouve Féraud dans le salon d'une dame, et ce dernier prend l'ordre d'arrêt pour un affront et incite d'Hubert à un duel au sabre, qui s'achève à l'avantage de d'Hubert.
Devant l'attitude vengeresse et déraisonnable de Féraud, un ami de d'Hubert l'informe des moyens d'éviter un prochain duel ; s'ils ne se retrouvent pas physiquement au même lieu, s'ils sont d'un différent grade dans l'armée, et si la nation est en guerre, ce qui devient le cas. Six mois plus tard en 1801 suit une courte période de paix où Féraud et d'Hubert se recroisent à Augsbourg. Lors de leur nouveau duel à l'épée, d'Hubert est sérieusement blessé. Recouvrant ses forces, il s'entraîne aux armes pour se préparer pour le prochain combat où les deux officiers combattent au sabre jusqu'à l'épuisement mutuel. Peu après, d'Hubert est promu capitaine.
En 1806 à Lübeck, d'Hubert est reconnu dans une brasserie par Féraud, qui a également été promu capitaine et qui le provoque à un nouveau duel. Le duel a lieu à cheval, et d'Hubert réussit à blesser Féraud au sommet du front. Féraud est ensuite transféré en Espagne, ainsi les deux officiers ne se rencontrent plus jusqu'à ce que la Grande Armée soit réunie en 1812 durant la campagne de Russie. Les deux hommes se retrouvent seuls et combattent un petit groupe de cosaques, après quoi d'Hubert propose à Féraud que leur prochain duel se fasse au pistolet.
Deux années passent, et durant l'exil de Napoléon à l'île d'Elbe, d'Hubert, désormais  général de brigade, guérit paisiblement d'une blessure à la jambe dans son domaine de Tours avec sa sœur. Cette dernière lui présente Adèle, et le couple se marie. Peu après, un agent bonapartiste retrouve d'Hubert afin qu'il rejoigne l'Empereur qui vient de s'échapper de son exil, mais d'Hubert refuse. En apprenant les nouvelles, Féraud, également général de brigade, accuse d'Hubert d'avoir toujours manqué de loyauté envers l'Empereur. Après les Cent-Jours, Napoléon est finalement défait et d'Hubert rejoint les armées de Louis XVIII. Il apprend que Féraud a été arrêté et sera exécuté pour son ralliement à Napoléon, et convainc le ministre de la police Joseph Fouché d'épargner Féraud, mais souhaite que son intervention en sa faveur reste secrète.
Peu après, Féraud retrouve d'Hubert et le provoque en duel aux pistolets. Mais pendant le duel, Féraud tire ses deux pistolets sans toucher d'Hubert, il est donc à sa merci. D'Hubert choisit d'épargner Féraud, mais l'informe que sa vie désormais lui appartient et qu'il devra se soumettre à sa volonté en agissant comme mort dans le cas d'une éventuelle prochaine rencontre.

## Fiche technique
- Titre français : Les Duellistes ou Duellistes[1]
- Titre original : The Duellists
- Réalisation : Ridley Scott
- Scénario : Gérald Vaughn-Hughes, d'après la nouvelle Le Duel de Joseph Conrad
- Musique : Howard Blake
- Photographie : Frank Tidy
- Montage : Pamela Power
- Direction artistique : Bryan Graves
- Décors : Peter J. Hampton
- Costumes : Tom Rand
- Production : David Puttnam
- Sociétés de production : Paramount Pictures, Enigma Productions et Scott Free Enterprises
- Sociétés de distribution : Paramount Pictures (USA) et Cinema International Corporation (UK)
- Budget : 900 000 dollars américains[2]
- Pays de production :  Royaume-Uni
- Langues originales : anglais et russe
- Format : couleur — 35 mm — 1,85:1 — son mono
- Genre : drame historique, aventures
- Durée : 95 minutes
- Dates de sortie :
  - France : 22 mai 1977 (festival de Cannes) ; 31 août 1977 (sortie nationale)
  - Royaume-Uni : février 1978

## Distribution
- Keith Carradine (VF : Bernard Murat) : Armand d'Hubert
- Harvey Keitel (VF : Pierre Trabaud) : Gabriel Féraud
- Albert Finney (VF : Pierre Garin) : Joseph Fouché
- Edward Fox (VF : Michel Vitold) : le colonel bonapartiste
- Diana Quick (en) (VF : Béatrice Delfe) : Laura
- Cristina Raines (VF : Francine Lainé) : Adèle
- Meg Wynn Owen (en) (VF : Jocelyne Darche) : Léonie, la soeur d'Armand
- Jenny Runacre (en) (VF : Monique Morisi) : Mme de Lionne
- Robert Stephens (VF : William Sabatier) : le général Treillard
- Tom Conti (VF : Jacques Thébault) : le docteur Jacquin
- Alun Armstrong (VF : Marc François) : le lieutenant Lacourbe
- Alan Webb (VF : Claude D'Yd) : le chevalier de Rivarol
- John McEnery (VF : Roger Crouzet) : le témoin de Féraud lors du duel final
- Arthur Dignam (en) (VF : Henri Virlojeux) : le témoin borgne de d'Hubert lors du duel final
- Maurice Colbourne (en) (VF : Robert Bazil) : un témoin de Féraud
- William Morgan Sheppard (VF : Henry Djanik) : le maître d'armes
- Gay Hamilton (en) (VF : Francine Lainé) : la servante et maîtresse de Féraud
- Liz Smith (VF : Monique Mélinand) : la diseuse de bonne aventure
- Matthew Guinness (en) : le neveu du maire de Strasbourg
- Anthony Douse (VF : Roger Crouzet) : le chirurgien
- Hugh Fraser : un officier
- Luke Scott : un fils de Léonie
- Pete Postlethwaite : l'ordonnance rasant le général Treillard
- Stacy Keach : le narrateur (voix)

## Production

### Genèse et développement

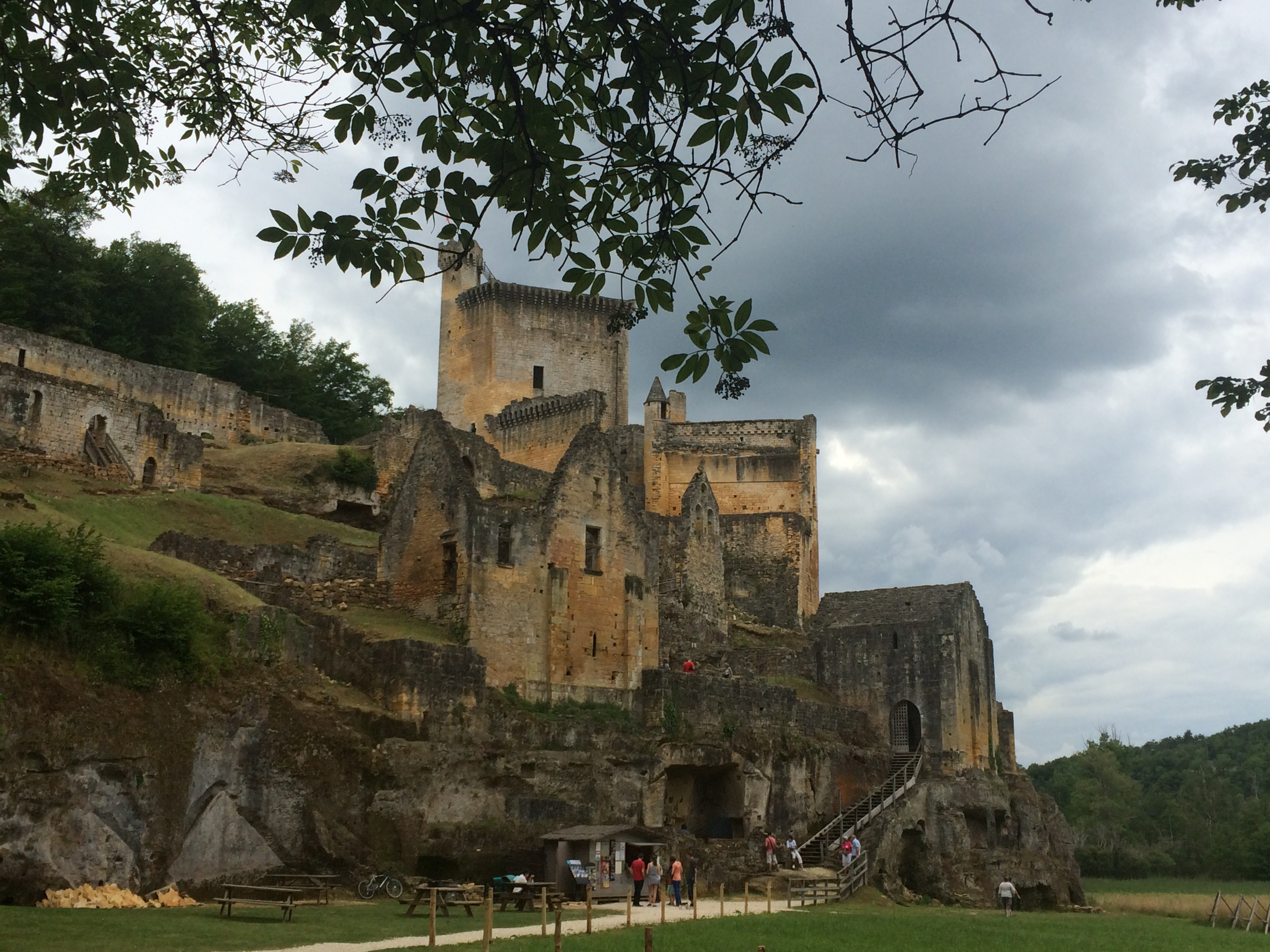
Le château de Commarque.

Après de nombreuses publicités pour la télévision, Ridley Scott fait ici ses débuts de réalisateur au cinéma. Ayant du mal à être engagé sur un projet, il décide d'en développer un lui-même. En raison d'un budget limité, il se concentre sur l'adaptation d'une œuvre tombée dans le domaine public. Il engage initialement le scénariste Gerald Vaughan-Hughes pour écrire un script sur Guy Fawkes et la conspiration des Poudres, mais ce projet ne trouve pas de financement. Le scénariste adapte finalement une nouvelle de Joseph Conrad, intitulée Le Duel et publiée en 1908,. La nouvelle s'inspire de la vie de Pierre Dupont de l'Étang et François Fournier-Sarlovèze.
Ridley Scott s'inspire par ailleurs du film Barry Lyndon (1975) de Stanley Kubrick, notamment pour la photographie, le rythme ou encore le narrateur ponctuel qui amorce certaines séquences.
À l'issue de repérages dans le sud-ouest de la France, Ridley Scott choisit Sarlat et ses alentours — notamment le château de Commarque — comme décor pour son film. Il choisit également le château du Repaire (entre Saint-Martial-de-Nabirat et Salviac). Le pays sarladais est une région humide qui correspond à l'esthétique que souhaite donner Ridley Scott à son film (une « stratosphère fine comme un drap de soie »). C'est le maire de Sarlat qui lui révéla la coïncidence que la nouvelle de Conrad, dont s'inspire le scénario du film, est fondée sur une histoire locale : la Grande Armée a bien eu deux officiers qui étaient convenus de se battre en duel à chacune de leurs rencontres, dont l'un, François Fournier-Sarlovèze (qui deviendra général et comte d'Empire), était originaire de Sarlat (d'où l'extension de Sarlovèze à son nom). Le second était Pierre Dupont de l'Étang, aide de camp du général Moreau[réf. nécessaire].

### Attribution des rôles
Ridley Scott révèle que Paramount Pictures lui a donné une liste d'acteurs pour les deux rôles principaux en échange d'un financement. Le cinéaste y choisit Keith Carradine et Harvey Keitel. Ce dernier est disponible après son renvoi du tournage d'Apocalypse Now de Francis Ford Coppola, autre adaptation d'une œuvre de Joseph Conrad.
Engagée sur le film, l'actrice Diana Quick suggère le nom d'Albert Finney pour le rôle de Fouché. Selon le commentaire audio du DVD du film, l'acteur aurait été rémunéré avec une caisse de Champagne. Keith Carradine suggère quant à lui le nom de Cristina Raines, sa petite amie de l'époque.
On peut voir la première apparition de Pete Postlethwaite dans un long métrage, dans le rôle d'un homme rasant le général Treillard ; il ne prononce toutefois pas un mot.

### Tournage
Notamment pour des raisons budgétaires, Ridley Scott décide de tourner les scènes comme des tableaux indépendants et distincts, pour bien indiquer les différents chapitres de l'intrigue. Par ailleurs, aucun décor n'est créé pour le film, tourné uniquement en décors naturels ou déjà existants.
L'historien militaire Richard Holmes a servi de consultant sur le tournage.
Pendant le tournage, Ridley Scott a eu l'idée d'utiliser certains plans fixes inspirés de tableaux comme autant de transitions entre les scènes. Il a relevé que certains critiques de l'époque avaient trouvé le film « trop beau », ce qui l'a conduit par la suite à ne plus prendre les critiques, bonnes ou mauvaises, trop au sérieux.
Le film est principalement tourné en Dordogne, du 1er novembre au 24 décembre 1976, puis à Londres (The Strand, ...) pour quelques intérieurs pour se terminer en Écosse (près d'Aviemore au pied des monts Cairngorms) le 15 janvier 1977. En Dordogne, l'équipe s'est rendue dans les lieux suivants  :
- Château de Caudon, à Domme (pour des extérieurs)
- Château de Commarque et sa vallée (celle de la Grande Beune), au pied des ruines du château,aux Eyzies-de-Tayac-Sireuil
- Château de Lacoste (intérieurs et extérieurs), à Castelnaud-la-Chapelle
- Château de Lacypierre (intérieurs), à Saint-Crépin-et-Carlucet (vieux bourg)
- Château de Puymartin (intérieurs), à Marquay
- Château du Repaire, à Saint-Aubin-de-Nabirat
- Cingle de Montfort, à Domme
- La Roque-Gageac
- Monpazier (extérieurs). En 2020, Ridley Scott est d'ailleurs retourné à Monpazier tourner plusieurs séquences dont une scène de marché pour son film Le Dernier Duel (The Last Duel) sur la même place, Place des Cornières
- Tursac (extérieurs)
- Sarlat-la-Canéda (des intérieurs mais surtout des extérieurs de rues)
- Saint-Julien-de-Lampon (extérieurs)
- Château de Fayrac (extérieurs)

### Le modèle du personnage de Gabriel Féraud

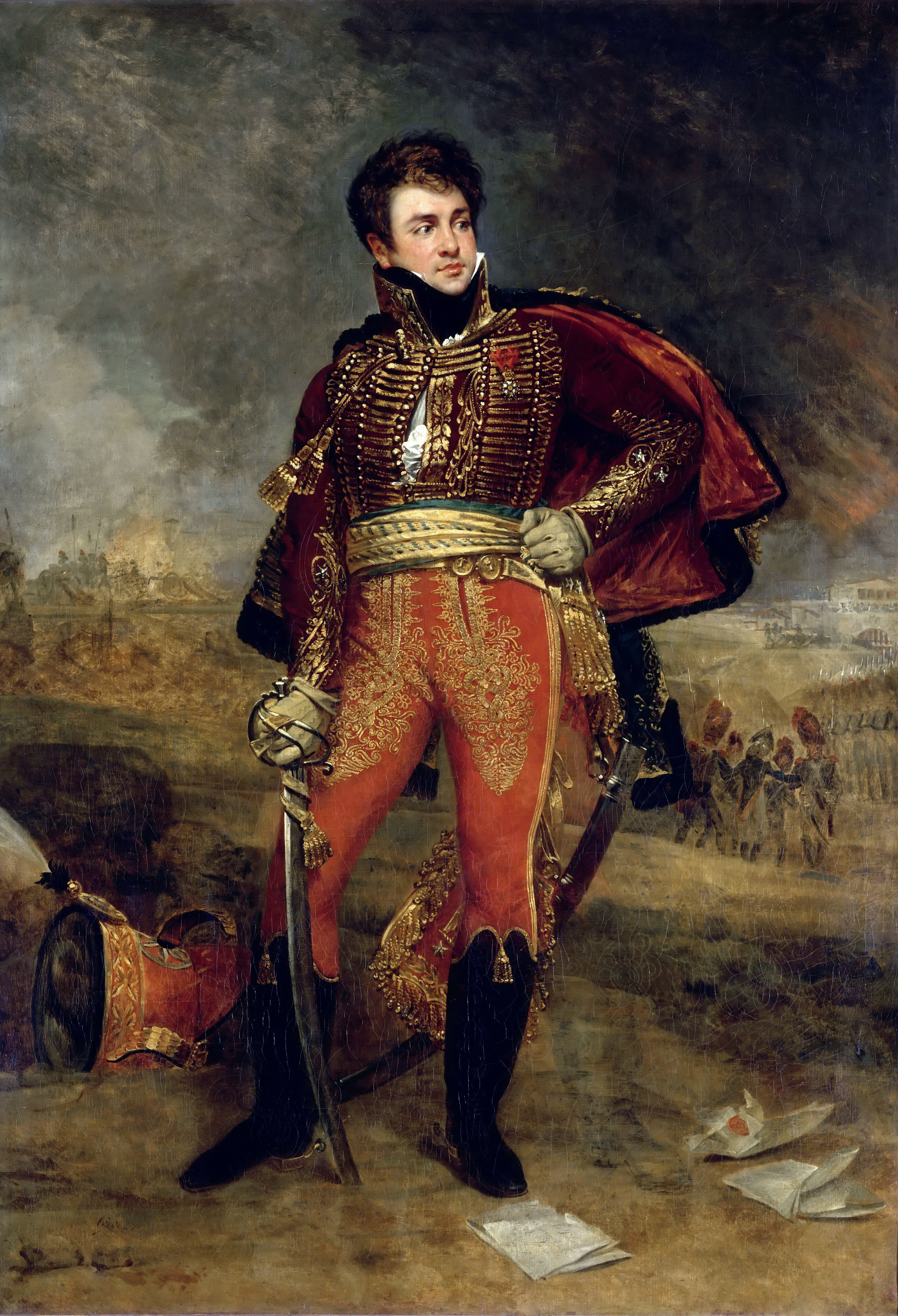
Fournier « el demonio », inspirateur du duelliste Féraud.

## Sortie et accueil

### Critique